# ジニキウ (ポルタヴァ州)
座標: 北緯50度12分29秒 東経34度22分01秒 / 北緯50.20806度 東経34.36694度
ジニキウ（ウクライナ語: Зіньків）はウクライナ・ポルタヴァ州ジニキウ地区(ru)の市（місто）である。また同地区の行政中心地である。
プセール川支流のタシャニ川(ru)に面し、市内を自動車道Т1706(uk)が通る。人口は2017年の時点で10000人。